# Cristian Săuan
Pas d'image ? Cliquez ici

a Compétitions nationales et continentales officielles uniquement.

b Matchs officiels uniquement.
Dernière mise à jour le 30 janvier 2024.
Cristian Săuan, né le 18 mars 1974 à Cluj-Napoca (Roumanie), est un joueur de rugby à XV, qui joue avec l'équipe de Roumanie au poste d'ailier.

## Carrière
Cristian Săuan obtient sa première cape internationale le 28 août 1999 à l'occasion d'un match contre l'Écosse. Il dispute la Coupe du monde 1999 (3 matchs) et la Coupe du monde 2003 (4 matchs).

## Sélections
- 37 sélections en équipe de Roumanie
- 14 essais
- 70 points
- Nombre de sélections par année : 4 en 1999, 1 en 2000, 4 en 2002, 10 en 2003, 9 en 2004, 7 en 2005, 1 en 2006, 1 en 2007.

Coupe du monde
- 1999 : 3 sélections
- 2003 : 4 sélections